# Pochyta simoni
Pochyta simoni är en spindelart som beskrevs av Roger de Lessert 1925. Pochyta simoni ingår i släktet Pochyta och familjen hoppspindlar. Inga underarter finns listade i Catalogue of Life.